# Ptychomitriopsis aloinoides
Ptychomitriopsis aloinoides är en bladmossart som beskrevs av Magill in Magill och Rooy 1998. Ptychomitriopsis aloinoides ingår i släktet Ptychomitriopsis och familjen Ptychomitriaceae. Inga underarter finns listade i Catalogue of Life.